# Hwaseong
Hwaseong (hangul 화성시, hanja 華城市) är en stad i den sydkoreanska provinsen Gyeonggi, utanför Seoul. Invånarantalet var cirka 855 000 i slutet av 2019, varav cirka 510 000 bodde i själva centralorten. 
Stadens invånarantal har ökat från cirka 500 000 år 2011 till över 870 000 i juli 2021, främst genom utbyggnad av Byeongjeom-dong och Dongtan-dong som planerade städer.

## Administrativ indelning
Den centrala delen av kommunen är indelad i 14 administrativa stadsdelar (dong), Banwol-dong, Byeongjeom 1-dong, Byeongjeom 2-dong, Dongtan 1-dong, Dongtan 2-dong, Dongtan 3-dong, Dongtan 4-dong, Dongtan 5-dong, Dongtan 6-dong, Dongtan 7-dong, Dongtan 8-dong, Gibae-dong, Hwasan-dong och Jinan-dong.
Ytterområdena består av en stadsdel (dong), fyra köpingar (eup) och 9 socknar (myeon), Bibong-myeon, Bongdam-eup, Hyangnam-eup, Jangan-myeon, Jeongnam-myeon, Mado-myeon, Maesong-myeon, Namyang-eup, Paltan-myeon, Saesol-dong, Seosin-myeon, Songsan-myeon, Ujeong-eup och Yanggam-myeon.